# Pierre Ouellet
Pierre Ouellet [wɛlɛt], né en 1950 à Québec, est poète, romancier et essayiste.

## Biographie
Depuis 1989, Pierre Ouellet compte à son actif plus de 50 titres. On dit de sa plume qu'elle est « humaniste, parfois provocatrice et toujours limpide ».
Dans un entretien avec l’auteur, publié dans Parlons de nuit, de fureur et de poésie (éditions Nota Bene), en 2021, intitulé « La manière noire », le critique Gérald Gaudet dit de son œuvre qu’elle s’inscrit sous le signe du secret : « Tout ce qu’on ne possède pas, qui fuit et se précipite dans la page, à la conscience, qu’on tente de rattraper jusque dans la mémoire même de la langue – les heures, le souffle, le silence, les gestes simples, l’éclair d’un regard… --, voilà la matière et la manière de cet auteur exigeant. Il y a chez lui l’accident, les images gelées, tout ce qui donne des coups comme une pulsation, qui veut remonter à la surface ou tomber du ciel, qui tire la langue, se donne et pourtant se retient : la vie, le poème, notre propre humanité. Puis la grâce, la vérité qui apparaît et disparait au creux de la main à même un regard qui se dépose. » 
Laurent Laplante écrit quant à lui que « la prolifération des approximations, des retouches, des sédimentations [dans des œuvres comme Dans le temps], indique que Ouellet compte se colleter avec l’insaisissable, admirer le papillon sans l’épingler mortellement », ainsi qu’on le pressent dans « l’envoûtant battement de ses phrases . » C’est le style incantatoire de ses livres que remarque aussi Jean-François Bourgeault en parlant « du tempo unique de sa prose tourbillonnaire, envoûtante » qui évoque « la danse du temps tout en volutes que révèle celle des longues phrases océaniques auxquelles revient Ouellet […] pour en faire surgir le la, la mesure fondamentale à partir de laquelle la syntaxe devient le principe des solidarités obscures et des harmonies secrètes . »  
Dans sa recension de Derniers recours (essai) et d’Outre (poésie), Guillaume Asselin a écrit que les œuvres de Pierre Ouellet visent à « donner de l’air à ce qui en manque, à aérer le réel que l’on s’emploie à verrouiller dans la peur du flou et de l’inconnu  » Ce que remarque aussi Hugues Corriveau dans le dossier que la revue Lettres québécoises a consacré à l’œuvre de Pierre Ouellet, en parlant de « l’harmonie métronomique du cœur » et de « de cette volonté de scansion » grâce à laquelle « la parole fait se rencontrer l’esprit du souffle et le souffle qui insuffle au style cette pulsion intérieure qui s’harmonise avec le désir du dévoilement, de la confession, de l’aveu, de la traduction des signes inauguraux . »
En poésie, il a fait paraître 24 recueils dont Vita chiara, villa oscura (Éditions du Noroît, 1994), L'avancée seul dans l'insensé (Éditions du Noroît, 2001), De l'air (Éditions du Noroît, 2014) Dépositions (Éditions du Noroît, 2007) ainsi que Monde ! (Éditions Mains libres, 2023),,,,,.
Comme romancier, Pierre Ouellet a publié notamment Légende dorée (L'instant même, 1997), Portrait de dos (L'Hexagone, 2013), À vie (Éditions Druide, 2018) ainsi que L'état sauvage (Éditions Druide, 2021) et La procession des ombres (Mains libres, 2023) ,,,,,.
En tant qu'essayiste, il fait paraître plusieurs titres dont L'esprit migrateur : essai sur le non-sens commun (Trait d'union, 2003), Asiles : langues d'accueil (Fides, 2002), Où suis-je? : paroles des égarés (VLB, 2010), Testaments : le témoignage et le sacré (Liber, 2012) ainsi que La pensée hèle : autopsie de l'esprit (Nota bene, 2018),,.
Récipiendaire de nombreux prix, il a entre autres remporté le Prix Ringuet de l'Académie des lettres du Québec  dans la catégorie "roman" en (1998), le Prix du Gouverneur général à deux reprises, en 2006 et en 2008avant de recevoir, en 2015, le prix Athanase-David  pour l'ensemble de son œuvre. Il a obtenu également le Prix du Signet d'or de Radio-Québec (1994) et le Prix d'excellence en recherche de l'Université du Québec.
Pendant de nombreuses années, Pierre Ouellet a été professeur titulaire au département d'études littéraires de l'Université du Québec à Montréal et titulaire de la chaire de recherche du Canada en esthétique et poétique,,. Il a aussi enseigné comme professeur invité dans de nombreuses universités étrangères, dont l’École des Hautes Études en Sciences Sociales, la Sorbonne, l’Université de Limoges et l’Université de Nice en France, l’Université de Porto Alegre et l’Université Fluminense de Niteroi au Brésil, l’Université de Puebla au Mexique, l’Université de Tsukuba au Japon et la State University of New York à Buffalo. Il est présentement retraité de son poste à l'université.
Ses recherches portent principalement sur l'esthétique, le fictionnel, la cognition, la parole, le rapport à soi et à l'autre, le phénomène de l'empathie, la perception, l'altérité dans les phénomènes d'énonciation, le regard et la métaphore,,.
Membre de la Société royale du Canada et de l'Académie des lettres du Québec, Pierre Ouellet a été directeur de la revue littéraire Les Écrits, de Protée et de Spirale. Il a été rédacteur en chef de la revue RS/SI (Recherches sémiotiques/Semiotic Inquiry,,,,. De plus, il a occupé le poste de directeur de la collection Le soi et l'autre chez VLB éditeur.

## Œuvres

### Poésie
- Sommes, Montréal, L'Hexagone, 1989, 110 p.  (ISBN 2890063291)
- L'omis suivi de Plus un être pour recueillir doucement l'esprit gentil des morts (pour parler, après ça, plus doucement aux choses), Seyssel, Champ Vallon, 1989, 117 p.  (ISBN 2876730758)
- Théâtre d'air suivi de L'avéré, Montréal, VLB Éditeur, 1989, 134 p.  (ISBN 2890053733)
- Rehauts suivi de Voire, avec des œuvres de Daniel Barichasse, Calaceit (Espagne), Éditions Noésis, coll. Parvula, 1992, 57 p.  (ISBN 9782909529097)
- Fonds suivi de Faix, Montréal, l’Hexagone, 1992, 190 p.  (ISBN 289006459X)
- Vita chiara, villa oscura, avec six dessins de Robert Wolfe, Montréal, Éditions du Noroît, 1994, 122 p.  (ISBN 2-89018-298-3)
- Le corps pain, l'âme vin, Pierre Ouellet et Christine Palmiéri, Montréal, Éditions du Noroît, 1995, 125 p.  (ISBN 2-89018-319-X)
- Consolations, Montréal, Éditions du Noroît, 1996, 90 p.  (ISBN 2-89018-363-7)
- Dieu sait quoi, Montréal, Éditions du Noroît, 1998, 125 p.  (ISBN 2-89018-409-9)
- L'un l'autre : fossiles, avec des dessins de Christine Palmiéri, Saint-Benoit-du-Sault, 1999, 33 p.  (ISBN 2-908138-99-9)
- Portrait d'un regard, Bernard Noël. Devant la fin, Pierre Ouellet, Montréal, Trait d'union, 2000, 109 p.  (ISBN 2-922572-39-0)
- L'avancée seul dans l'insensé, avec cinq tableaux de Marc Séguin, Montréal, Éditions du Noroît, 2001, 107 p.  (ISBN 2-89018-470-6)
- Zone franche : liber asylum, avec cinq photographies de Christine Palmiéri, Montréal, Éditions du Noroît, 2004, 72 p.  (ISBN 2-89018-539-7)
- Dépositions, Montréal, Éditions du Noroît, 2007, 107 p.  (ISBN 978-2-89018-611-8)
- Voire, 1989-1992, avec des œuvres de Peter Krausz, Montréal, L'Hexagone, 2007, 418 p.  (ISBN 978-2-89006-801-8)
- Une outre emplie d'éther qui se rétracte dans le froid, 1989-1992, avec des œuvres de Christine Palmiéri, Montréal, L'Hexagone, 2009, 414 p.  (ISBN 978-2-89006-823-0)
- Trombes, Montréal, Éditions du Noroît, 2009, 256 p.  (ISBN 978-2-89018-662-0)
- Buées, Montréal, L'Hexagone, 2012, 208 p.  (ISBN 978-2-89648-004-3)
- Huées (1992-2012), avec des œuvres de Marigold Santos, Montréal, Éditions du Noroît, 2012, 329 p.  (ISBN 9782890187573)
- Ruées, avec des œuvres d’Osvaldo Ramirez Castillo, Montréal, Éditions du Noroît, 2014, 263 p.  (ISBN 978-2-89018-870-9)
- Talisman, avec des œuvres de Carlos Rojas, Montréal, Éditions du Noroît, 2016, 86 p.  (ISBN 9782897660321)
- Hères : migrant, avec des œuvres de David Moore, Montréal, Éditions du Noroît, 2019, 141 p.  (ISBN 9782897661656)
- Outre, Montréal, Éditions du Passage, 2022,  171 p.  (ISBN 978-2-924397-97-8)
- Monde !, avec des œuvres de Christine Palmiéri, Montréal, Éditions Mains libres, 2023, 165 p.  (ISBN 978-2-925197-29-4)

### Récits et romans
- L'attrait, Québec, L'instant même, 1994, 121 p.  (ISBN 2-921197-40-5)
- L'attachement, Québec, L'Instant même, 1995, 124 p.  (ISBN 2-921197-56-1)
- Légende dorée, Québec, L'Instant même, 1997, 211 p.  (ISBN 2-921197-88-X)
- Still : tirs groupés, avec des œuvres de Michel Bricault, Québec, L'Instant même, 2000, 120 p.  (ISBN 2-89502-140-6)
- Une ombre entre les ombres, Montréal, L'Hexagone, 2005, 178 p.  (ISBN 2-89006-729-7)
- Portrait de dos, Montréal, L'Hexagone, 2013, 210 p.  (ISBN 9782896480364)
- Dans le temps, Montréal, Éditions Druide, 2016, 364 p.  (ISBN 9782897112806)
- À vie, Montréal, Éditions Druide, 2018, 365 p.  (ISBN 9782897113964)
- Freux, Montréal, L'Instant même, 2019, 297 p.  (ISBN 9782895024309)
- L'état sauvage, Montréal, Éditions Druide, 2021, 553 p.  (ISBN 9782897115579)
- Port de terre, avec des photographies de Christine Palmiéri, Montréal, Éditions du Noroît, 2021, 203 p.  (ISBN 9782897662738)
- Survies, Montréal, L’instant même, 2023, 265 p.  (ISBN 978-2-89502-461-3)
- L’enfance du monde ou La vie en herbe, Bromont, Éditions de la Grenouillère, 2023, 247 p.  (ISBN 978-2-924758-77-9)
- La procession des ombres, Montréal, Éditions Mains libres, 2023, 283 p.  (ISBN 978-2-925197-43-0)

### Essais
- Chutes : la littérature et ses fins, Montréal, L'Hexagone, 1990, 160 p.  (ISBN 2890063763)
- Voir et savoir : la perception des univers du discours, Candiac, Éditions Balzac, 1992, 539 p.  (ISBN 2921425246)
- Ombres convives : l'art, la poésie, leur drame, leur comédie, Montréal, Éditions du Noroît, 1997, 250 p.  (ISBN 2-89018-384-X)
- Poétique du regard : littérature, perception, identité, Sillery, Septentrion, Limoges, Presses universitaires de Limoges, 2000, 408 p.  (ISBN 2-89448-163-2)
- La vie de mémoire : carnets, chutes, rappels, Montréal, Éditions du Noroît, 2002, 101 p.  (ISBN 2-89018-493-5)
- Asiles : langues d'accueil, Saint-Laurent, Fides, 2002, 252 p.  (ISBN 2-7621-2299-6)
- L'esprit migrateur : essai sur le non-sens commun, Montréal, Trait d'union, 2003, 201 p.  (ISBN 2-89588-040-9)
- Le sens de l'autre : éthique et esthétique, Montréal, Éditions Liber, 2003, 250 p.  (ISBN 2-89578-026-9)
- Le premier venu : poétique du passant, Montréal, Éditions du Noroît, 2003, 153 p.  (ISBN 2-89018-524-9)
- À force de voir : histoire de regards, Montréal, Éditions du Noroît, 2005, 238 p.  (ISBN 2-89018-563-X)
- Outland : poétique et politique de l'extériorité, Montréal, Liber, 2007, 263 p.  (ISBN 978-2-89578-116-5)
- Hors-temps : poétique de la posthistoire, Montréal, VLB, 2008, 378 p.  (ISBN 978-2-89649-037-0)
- Où suis-je? : paroles des égarés, Montréal, VLB, 2010, 322 p.  (ISBN 978-2-89649-132-2)
- Sacrifiction : sacralisation et profanation dans l'art et la littérature, Montréal, VLB, 2011, 392 p.  (ISBN 978-2-89649-402-6)
- Testaments : le témoignage et le sacré, Montréal, Liber, 2012, 216 p.  (ISBN 978-2-89578-326-8)
- De l'air, avec des œuvres de David Moore, Montréal, Éditions du Noroît, 2014, 179 p.  (ISBN 9782890188877)
- La pensée hèle : autopsie de l'esprit, Montréal, Nota bene, 2018, 379 p.  (ISBN 9782895186076)
- Derniers recours suivi de Souffler, postface de Yannick Haenel, avec des œuvres de Christine Palmiéri, Montréal, Éditions Mains libres, 2022, 235 p.  (ISBN 978-2-925197-08-9)

### Traduction
- « Tsefanyah » avec André Myre et « Livre d'Esdras » avec Arnaud Sérandour, dans la bible, Bayard, 2001.

### Direction de publications
- Les discours du savoir (avec K. Fall), Montréal, Cahiers de l’ACFAS, 1986, 365 p.  (ISBN 2-89245-050-0)
- Action, passion, cognition, d'après A.J. Greimas, sous la direction de Pierre Ouellet, Québec, Nuit blanche, Limoges, PULIM, 1997, 378 p.  (ISBN 2-921053-63-2 et 2-84287-073-5)
- Le trop et le trop peu : une esthétique des extrêmes, sous la direction de Pierre Ouellet et Serge Pepin, Montréal, Université du Québec à Montréal, 2000, 134 p.  (ISBN 2-920576-56-9)
- Communautés de sens : identités littéraires et sens commun, sous la direction de Frédéric Boutin, Daniel Laforest et Pierre Ouellet, Sainte-Foy, CELAT, Montréal, Université du Québec à Montréal, 2002, 178 p.  (ISBN 2-920576-67-4)
- Identités narratives : mémoire et perception, sous la direction de Pierre Ouellet, Sainte-Foy, CELAT, Montréal, Université du Québec à Montréal, 2002, 323 p.  (ISBN 9782763713151, 2763778941 et 9782763778945)
- Politique de la parole : singularité et communauté, sous la direction de Pierre Ouellet, Montréal, Trait d'union, 2002, 273 p.  (ISBN 2-89588-009-3 et 9782895880097)
- Le soi et l'autre : l'énonciation de l'identité dans les contextes interculturels, sous la direction de Pierre Ouellet, Québec, Presses de l'Université de Laval, 2003, 446 p.  (ISBN 9782763713311, 2763780172 et 9782763780177)
- Quel autre? : l'altérité en question, sous la direction de Pierre Ouellet et Simon Harel, Montréal, VLB, 2007, p. 378  (ISBN 978-2-89005-984-9)
- Puissances du verbe : écriture et chamanisme, sous la direction de Pierre Ouellet et Guillaume Asselin, Montréal, VLB, 2007, 252 p.  (ISBN 978-2-89005-987-0)
- La vue et la voix. Dans les arts, la littérature et la vie commune, sous la direction de Pierre Ouellet, Montréal, VLB, 2009, 352 p.  (ISBN 978-2-89649-079-0)
- L'emportement : exaltation et irritation dans la parole littéraire, sous la direction de Pierre Ouellet, Montréal, VLB, 2011, 369 p.  (ISBN 9782896494118 et 9782896494125)
- Acte littéraire à l'ère de la posthistoire, sous la direction de Pierre Ouellet, avec la collaboration de Philippe Daros, Alexandre Prstojevic et Pierluigi Pellini, Québec, Presses de l'Université Laval, 2017, 297 p.  (ISBN 9782763730301)

## Prix et honneurs
- 1992 - Finaliste : Prix du Gouverneur général (pour Fonds suivi de Faix)[32]
- 1994 - Récipiendaire : Prix Le Signet d'Or de Télé-Québec (pour Vita chiara, villa oscura)[22]
- 1994 - Récipiendaire : Prix d'excellence en recherche de l'Université du Québec (pour Voir et savoir : la perception des univers du discours)[31]
- 1994 - Finaliste : Prix du Gouverneur général de poésie (pour Vita chiara, villa oscura)[32]
- 1997 - Finaliste : Prix du Gouverneur général (pour Légende dorée)[32]
- 1998 - Récipiendaire : Prix Ringuet (pour Légende dorée)[33]
- 1999 - Finaliste : Prix du Gouverneur général (pour Dieu sait quoi)[32]
- 2004 - Membre de la Société royale du Canada[24]
- 2004 - Finaliste : Prix du Gouverneur général (pour Zone franche: liber asylum)[32]
- 2005 - Finaliste : Prix du Gouverneur général (pour À force de voir)[32]
- 2006 - Récipiendaire : Prix du Gouverneur général (pour Hors-temps)[34]
- 2007 - Récipiendaire : Grand prix Québecor du Festival international de la poésie (pour Depositions)[35]
- 2008 - Récipiendaire : Prix du Gouverneur général (pour Hors-temps : poétique de la posthistoire)[32]
- 2011 - Récipiendaire : Prix Spirale Eva-Le-Grand (pour Où suis-je? Paroles des Égarés)[31]
- 2015 - Récipiendaire : Prix Athanase-David, Prix du Québec (pour l'ensemble de son œuvre)[24],[36],[22]
- 2017 - Récipiendaire : Prix Hommage, Le comité culturel du Haut-Richelieu durant la Soirée Ès Arts (pour l'ensemble de son œuvre)[37]
- 2018 - Récipiendaire : Prix du CALQ - Créateur de l'année en Montérégie[38],[39]
- 2021 - Récipiendaire : Prix d’excellence des Écrivains francophones d’Amérique (pour L'état sauvage)[40]
- 2021 - Finaliste : Grand Prix du livre de Montréal (pour L'état sauvage)[41]